# ECW Living Dangerously

Logo de Living Dangerously.

Living Dangerously est un ancien pay-per-view de catch de la Extreme Championship Wrestling qui s'est déroulé de 1998 à 2000 au mois de mars.

## Résultats

### 1998
Living Dangerously 1998 s'est déroulé le 1er mars 1998 au Asbury Park Convention Center de Asbury Park, New Jersey.
- Jerry Lynn et Chris Chetti def. The F.B.I. (Little Guido et Tracey Smothers)(8:19)
  - Lynn a effectué le tombé sur Smothers.
- Masato Tanaka def. Doug Furnas (w/Lance Wright)(5:46)
  - Tanaka a effectué le tombé sur Furnas.
  - Après le match, Furnas a tabassé Wright.
- Rob Van Dam def. 2 Cold Scorpio(22:09)
  - Van Dam a effectué le tombé sur Scorpio.
  - Après le match, Scorpio attaquait Van Dam.
- New Jack et Spike Dudley def. The Dudley Boyz (Buh Buh Ray et D-Von), et The Hardcore Chair Swingin' Freaks (Balls Mahoney et Axl Rotten) dans un Three-Way Dance(13:25)
  - Buh Buh a effectué le tombé sur Mahoney(12:31)
  - New Jack a effectué le tombé sur D-Von(13:25)
- Tommy Dreamer def. Justin Credible(8:58)
  - Dreamer a effectué le tombé sur Credible.
- Bam Bam Bigelow def. Taz pour remporter le ECW World Television Championship(13:37)
  - Bigelow a effectué le tombé sur Taz après que les deux hommes sont passés à travers le ring.
- Sabu def. The Sandman dans un Dueling Canes match(9:21)
  - Sabu a effectué le tombé sur Sandman.
  - Ce match a été enregistré avant l'évènement et était diffusé pendant que le ring soit réparé.
- Un match entre Al Snow et John Kronus a été annulé à la suite de ce qui s'est passé dans le match Bigelow/Taz.
- Al Snow et Lance Storm def. Shane Douglas et Chris Candido(4:49)
  - Snow a effectué le tombé sur Douglas.

### 1999
Living Dangerously 1999 s'est déroulé le 21 mars 1999 au Asbury Park Convention Center de Asbury Park, New Jersey.
- Dark match : Nova et Chris Chetti def. Danny Doring et Amish Roadkill
- Super Crazy def. Yoshihiro Tajiri(9:55)
  - Super Crazy a effectué le tombé sur Tajiri.
- Balls Mahoney def. Steve Corino(3:56)
  - Mahoney a effectué le tombé sur Corino après l'avoir frappé avec une chaise.
- Little Guido (w/Sal E. Graziano) def. Antifaz del Norte(5:37)
  - Guido a effectué le tombé sur Norte.
- Rob Van Dam (w/Bill Alfonso) def. Jerry Lynn pour conserver le ECW World Television Championship(21:18)
  - Van Dam a effectué le tombé sur Lynn après un Five-Star Frog Splash.
- New Jack def. Mustafa(9:27)
  - Jack a effectué le tombé sur Mustafa.
- Spike Dudley et Nova def. The Dudley Boyz (Buh Buh Ray et D-Von Dudley)(11:00)
  - Spike a effectué le tombé sur Buh Buh après un Acid Drop.
  - Pendant le match, Nova était blessé et remplacé par Sid Vicious.
- Tommy Dreamer et Shane Douglas (w/Francine) def. The Impact Players (Justin Credible et Lance Storm) (w/Jason Knight et Dawn Marie) (18:58)
  - Douglas a effectué le tombé sur Credible après un Pittsburgh Plunge.
  - Après le match, les deux équipes continuaient de se battre, jusqu'à ce que Cyrus the Virus vienne et contre Francine, donnant à Storm et Credible l'avantage.
- ECW World Heavyweight Champion Taz def. Sabu (w/Bill Alfonso) pour remporter le ECW FTW Heavyweight Championship(18:28)
  - Taz l'emportait par KO quand Sabu perdait connaissance sur un Tazmission.
  - Ce match unifait les deux titres.

### 2000
Living Dangerously 2000 s'est déroulé le 12 mars 2000 au O'Neill Center de Danbury, Connecticut.
- Dark match : Mikey Whipwreck def. Pitbull #1
- Dusty Rhodes def. Steve Corino (w/Jack Victory) dans un Bull Rope match(10:13)
  - Rhodes a effectué le tombé sur Corino après un Bionic Elbow.
- C.W. Anderson et Bill Whiles (w/Lou E. Dangerously) def. Danny Doring et Amish Roadkill (w/Elektra)(7:23)
  - Anderson a effectué le tombé sur Doring après un Anderson Spinebuster après qu'Elektra s'est retourné contre Doring et Roadkill.
- Mike Awesome def. Kid Kash pour conserver le ECW World Heavyweight Championship(4:44)
  - Awesome a effectué le tombé sur Kash après un Awesome Bomb de la troisième corde à travers une table.
- Super Nova et Chris Chetti def. Jado et Gedo(7:33)
  - Gedo a subi le compte de trois après un Tidal Wave de Nova et Chetti.
- Rhino def. The Sandman par forfait (59:59)
  - Sandman était à l'hôpital après que Rhino a porté un Gore sur sa femme plus tôt dans la soirée.
  - C'était la demi-finale d'un tournoi pour couronner le nouveau champion TV.
- Super Crazy def. Little Guido (w/Sal E. Graziano)(7:47)
  - Crazy a effectué le tombé sur Guido après un Brainbuster et Moonsault.
  - C'était la demi-finale d'un tournoi pour couronner le nouveau champion TV.
- Balls Mahoney def. Kintaro Kanemura(1:58)
  - Mahoney a effectué le tombé sur Kanemura après un Nutcracker Suite sur une chaise.
- New Jack a combattu Vic Grimes pour un match nul
  - TLe match s'arrêtait après que les deux hommes tombaient d'une scaffold et étaient KO.
- The Impact Players (Lance Storm et Justin Credible) (w/Jason Knight et Dawn Marie) def. Raven et Mike Awesome (c) (w/Francine), et Tommy Dreamer et Masato Tanaka dans un Three-Way Dance pour remporter le ECW Tag Team Championship(9:06)
  - Tanaka a effectué le tombé sur Awesome après un Roaring Elbow Smash(4:32)
  - Storm a effectué le tombé sur Dreamer après un Spike Piledriver(9:06)
  - Après le match, Cyrus the Virus venait sur le ring pour féliciter les nouveaux champions.
- Super Crazy def. Rhino pour remporter le vacant ECW World Television Championship(17:56)
  - Crazy a effectué le tombé sur Rhino après un Moonsault.
  - C'était la finale d'un tournoi pour couronner le nouveau champion TV.